# Frénois (Côte-d'Or)
 Frénois  es una población y comuna francesa, en la región de Borgoña, departamento de Côte-d'Or, en el distrito de Dijon y cantón de Saint-Seine-l'Abbaye.

## Demografía
| 45 | 65 | 40 | 58 | 51 | 65 |
| Para los censos de 1962 a 1999 la población legal corresponde a la población sin duplicidades (Fuente: INSEE [Consultar]) |    |    |    |    |    |